# Richard Jeni
Richard John Colangelo (Brooklyn, 14 april 1957 - Hollywood, 10 maart 2007), beter bekend onder zijn artiestennaam Richard Jeni, was een Amerikaans stand-upkomiek en acteur.
Als acteur speelde hij onder meer Jim Carrey's beste vriend in de film The Mask.
Hij groeide op in een Italiaans-Amerikaanse familie in Bensonhurst. Hij studeerde met lof af aan het Hunter College van de City University of New York en werd hiermee bachelor in Comparative Politics.

## Dood
In maart 2007 werd Jeni gevonden door zijn vriendin met een wond in zijn gezicht van een jachtgeweer. De politie vond hem levend, maar ernstig verwond. Hij werd overgebracht naar het Medisch Centrum Cedars-Sinai in Los Angeles, waar hij later overleed. Zelfmoord is niet officieel bevestigd door de politie. Zijn familie verklaarde later met stelligheid dat het zelfmoord betrof.

## Comedy-shows
- Richard Jeni: Boy from New York City (1990)
- Richard Jeni: Crazy from The Heat (1992)
- Richard Jeni: Platypus Man (1992)
- Richard Jeni: A Good Catholic Boy (1997)
- Richard Jeni: A Big Steaming Pile of Me (2005)

## Films
- Bird (1988) als Morello
- The Mask (1994) als Charlie Schumaker
- An Alan Smithee Film: Burn Hollywood Burn (1998) als Jerry Glover